# Bitwa pod Suszkami

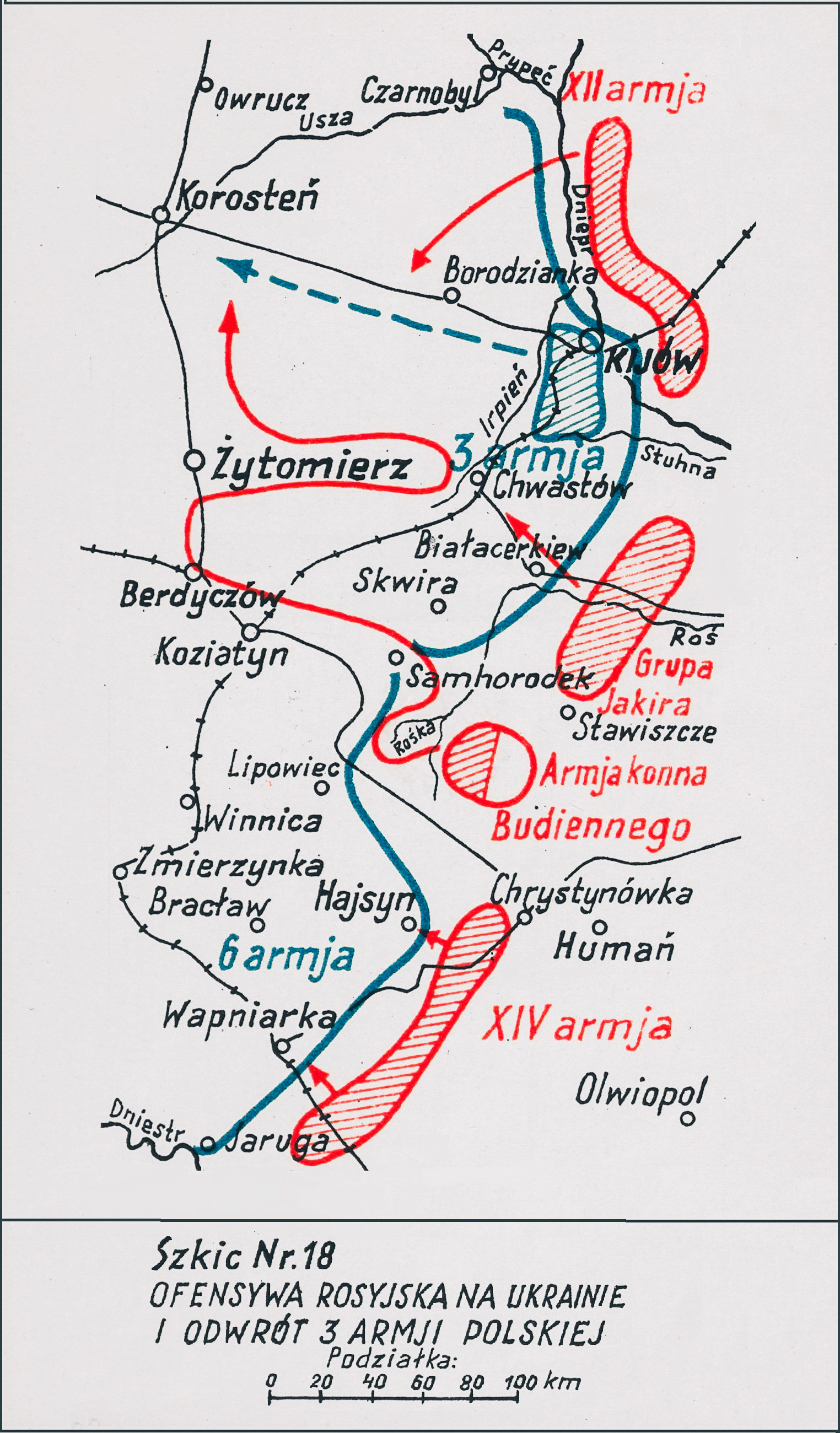
Adam Przybylski,
Wojna polska 1918–1921

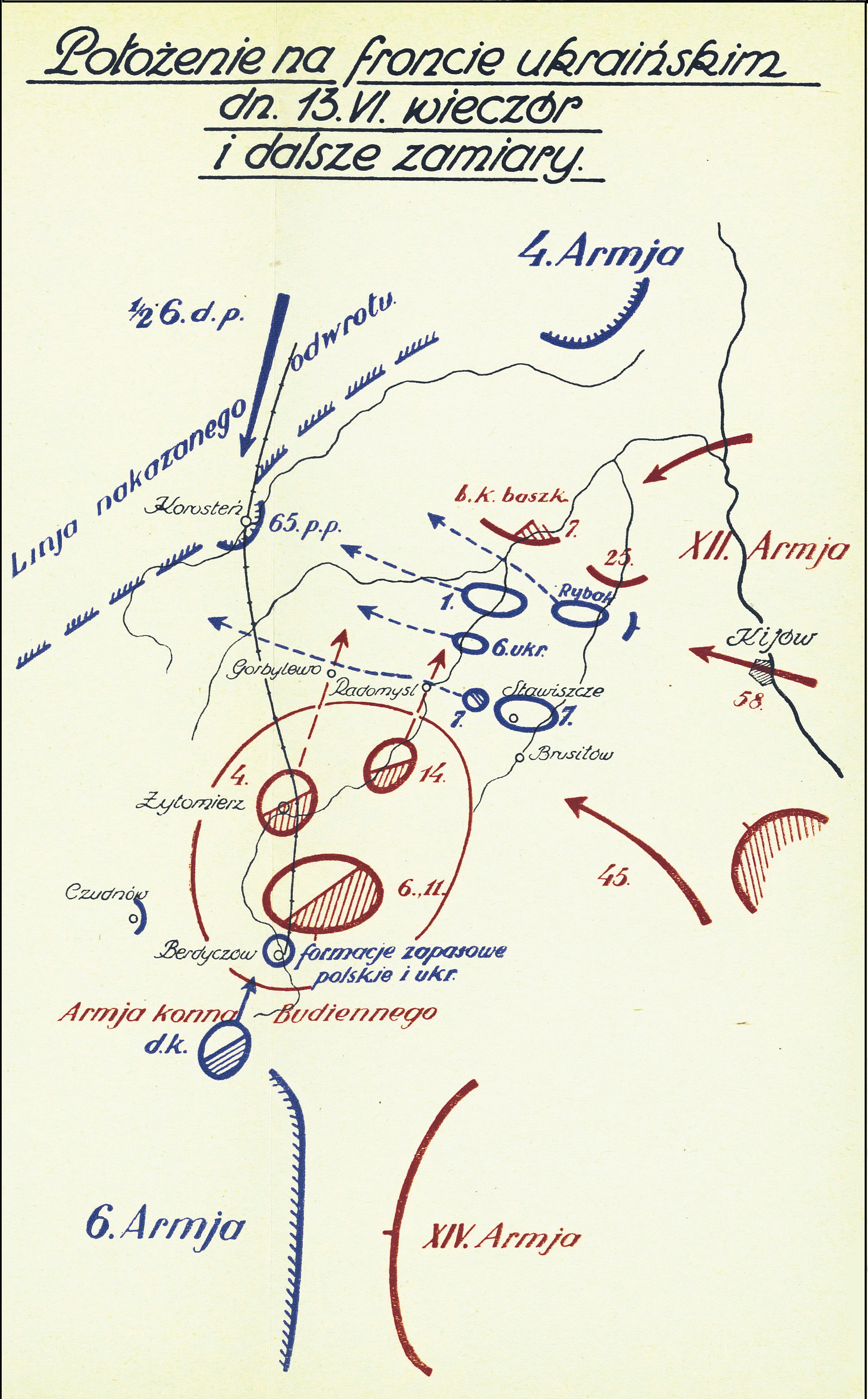
Gen. Tadeusz Kutrzeba
Wyprawa kijowska 1920 roku

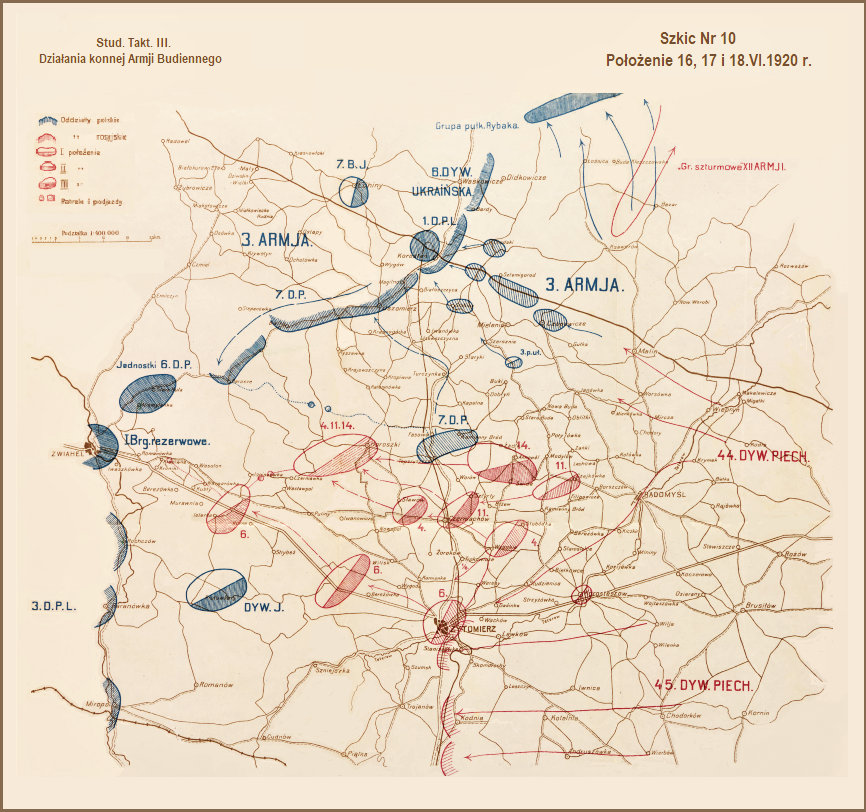
Mieczysław Biernacki,
Działania armji konnej Budiennego w kampanji polsko-rosyjskiej 1920 r.

Bitwa pod Suszkami – walki polskiego 12 pułku piechoty kpt. Władysława Mielnika z oddziałami sowieckiej 4 Dywizji Kawalerii toczone w okresie ofensywy Frontu Południowo-Zachodniego w czasie wojny polsko-bolszewickiej.

## Sytuacja ogólna
Po spektakularnym sukcesie wojsk polskich na Ukrainie i zajęciu 7 maja 1920 Kijowa, front ustabilizował się na linii od Prypeci, wzdłuż Dniepru, przez Białą Cerkiew, Skwirę, Lipowiec, Bracław, Wapniarkę do Jarugi nad Dniestrem.
Armia Czerwona wykorzystała zastój na reorganizację sił i przygotowanie ofensywy. W rejon działań przybyła 1 Armia Konna Siemiona Budionnego. 26 maja rozpoczęła się sowiecka ofensywa na Ukrainie, a już 5 czerwca trzy dywizje sowieckiej 1 Armii Konnej przełamały trwale polski front na odcinku obrony grupy gen. Jana Sawickiego.
Sowiecki plan kontrofensywy na Ukrainie przewidywał odcięcie polskiej 3 Armii gen. Edwarda Rydza-Śmigłego, zgrupowanej w rejonie Kijowa, poprzez opanowanie Korostenia siłami 12 Armii oraz Koziatyna i Żytomierza przez 1 Armię Konną Siemiona Budionnego.
10 czerwca odwrót spod Kijowa w kierunku na Korosteń rozpoczęła polska 3 Armia.
Od wschodu na Korosteń kierowała się też Grupa Golikowa w składzie 25., 7 Dywizje Strzelców i Baszkirska Brygada Kawalerii, a od południowego zachodu 1 Armia Konna. Aby udaremnić zamiary nieprzyjaciela i osłabić konarmię, utworzona została grupa gen. Jana Romera. Miała ona uderzyć na lewe skrzydło kawalerii sowieckiej. Na opuszczony przez 6 Dywizję Piechoty odcinek frontu skierowano grupę ppłk. Stefana Dęba-Biernackiego. Niestety, oddziały grupy „Wasylków” nie zdążyły zakończyć koncentracji przed rozpoczęciem natarcia przez 1 Armię Konną.

## Walki pod Suszkami
19 czerwca 12 pułk piechoty kpt. Władysława Mielnika, wzmocniony 3 baterią 6 pułku artylerii polowej, obsadził II batalionem Suszki, III batalionem Biełkę oraz odcinek między Rasnem i Suszkami, a I batalionem Rasno i Niedzieliszcze. Obronę oparto częściowo na bagnistych brzegach rzek Usza i Chaława. Dowództwo pułku stacjonowało w Bielcach.
II batalion por. Władysława Kulmy ugrupował się w sposób następujący: 5. i 7 kompanie obsadziły zachodni i południowo-wschodni wylot wioski, a 6. i 8 kompanie stanęły w centrum wsi jako odwód dowódcy batalionu.
Około 9.30 wykryto ruch sowieckiej kolumny kawalerii z Suchej Woli na Baranówkę. Jednocześnie pod Suszki, Rasne i Niedzieliszcze zaczęły podchodzić patrole konne. Po przegrupowaniu, dwa szwadrony kawalerii Budionnego uderzyły na Suszki. Pierwszy atak został przez II batalion odparty. Kolejny rozpoczął się w południe. Tym razem wioskę zaatakowała od strony Rudni Baranowskiej spieszona kawaleria. Droga do Biełki znalazła się pod silnym ogniem sowieckiej broni maszynowej, a Suszki ostrzeliwały dwie baterie artylerii konnej. Kierujący bitwą z punktu obserwacyjnego na wieży cerkiewnej dowódca II batalionu wprowadził na pierwszą linię część swojego odwodu. Po dwóch godzinach walki zaczęło brakować amunicji, a sowiecka artyleria zburzyła szkołę i zmusiła do milczenia ulokowane tam ciężkie karabiny maszynowe.
Około 15.00 Kozacy wdarli się do wsi od południa i zachodu. Kontratak 5. i odwodowej 8 kompanii odrzucił nieprzyjaciela. Dowieziono też z Białki brakującą amunicję. Sowieci jednak nadal wyprowadzali silne ataki i około 17.00 opanowali ruiny szkoły. Tym razem skutecznie kontratakowała 7 kompania. Celem wsparcia II batalionu, dowódca pułku skierował w rejon Suszek swoją odwodową 10 kompanię. Ta, we współdziałaniu z walczącą w miejscowości 8 kompanią, uderzyła na rozlokowane pod wioską oddziały sowieckiej kawalerii. Obie kompanie odrzuciły nieprzyjaciela na odległość dwóch kilometrów od Suszek i tym samym uwolniły od sowieckiego ognia drogę dowozu i ewakuacji do Biełki. Wykorzystując sukces sąsiednich pododdziałów, do kontrataku przeszła też 6 kompania i zepchnęła Kozaków na Ryszawkę. Wieczorem oddziały 4 Dywizji Kawalerii zmieniły taktykę i próbowały rozbić polską obronę serią szarż. Wszystkie ataki kawalerii załamały się w silnym ogniu polskiej obrony. Około 22.00 czerwonoarmiści przerwali walkę i wycofali się na pozycje wyjściowe.
W czasie kiedy II batalion walczył o Suszki, I batalion por. Daniłowicza z powodzeniem bronił Rasna i Niedzieliszcza. Do wieczora brygada kawalerii 4 DK nie zdołała opanować bronionych miejscowości.

## Bilans walk
Pod Suszkami, Rasnem i Niedzieliszczami oddziały 1 Armii Konnej nie zdołały przełamać frontu polskiego; poniosły znaczne straty i zostały zmuszone do odwrotu na pozycje wyjściowe. Umożliwiło to grupie gen. Romera zakończenie koncentracji i przejście 20 czerwca do natarcia. Żołnierze 12 pułku piechoty wypracowali skuteczne metody prowadzenia walki z przeważającą liczebnie kawalerią Budionnego.
Straty polskie to ponad stu poległych i rannych, w tym około siedemdziesięciu w II batalionie. Straty sowieckie były także znaczne. By ewakuować rannych, Sowieci zarekwirowali wszystkie podwody w okolicznych wioskach.
 Napis „Bitwa pod Suszkami” widnieje na płacie sztandaru 12 pułku piechoty.